# Динъю
Динъю — река в России, протекает в округе Вуктыл Республики Коми. Устье реки находится в 19 км по левому берегу реки Лемъю. Длина реки составляет 64 км, площадь водосборного бассейна — 357 км².

## Притоки
- 11 км: Гырдъёль (лв)
- 13 км: Динъёль (лв)
- 52 км: река без названия (пр)

## Данные водного реестра
По данным государственного водного реестра России относится к Двинско-Печорскому бассейновому округу, водохозяйственный участок реки — Печора от водомерного поста у посёлка Шердино до впадения реки Уса, речной подбассейн реки — бассейны притоков Печоры до впадения Усы. Речной бассейн реки — Печора.
Код объекта в государственном водном реестре — 03050100212103000061395.